# Ester Expósito
Ester Expósito   (Madrid, 26 de gener de 2000) és una actriu espanyola. És coneguda per interpretar Carla Rosón a la sèrie espanyola de Netflix Élite (2018).

## Trajectòria
Des de petita volia ser actriu i va estudiar teatre. Més tard va anar a una escola d'interpretació.
va interpretar el paper de Ruth a la sèrie de televisió Estoy vivo i va tenir un paper a Vis a vis, abans de saltar a la fama. No va ser coneguda pel públic en general fins a la producció espanyola de Netflix Élite en el paper de Carla, una noia benestant. Élite explica la història d'uns estudiants del col·legi privat «Las Alzinas», on s'hi produeix un assassinat. Va abandonar el paper de Carla a la quarta temporada de la sèrie. El 2018 va interpretar el paper de Silvia a la pel·lícula d'intriga Cuando los ángeles duermen. El mateix any, va participar en la pel·lícula de Miguel Ángel Vivas i protagonitzada per José Coronado, Tu hijo.
El juny de 2020 es va convertir en ambaixadora a Espanya de la marca de cosmètics YSL Beauty i també en ambaixadora de la marca italiana Bvlgari.
El juliol de 2020 va participar a Roma al rodatge de la sèrie de Netflix Alguien tiene que morir amb l'actor català Carlos Cuevas. El mateix any va participar en la sèrie Veneno, de Javier Calvo i Javier Ambrossi, i al desembre a la pel·lícula Mamá o papá, de Dani de la Orden, encara que el film va ser estrenat finalment al 2021 a causa de la crisi per COVID-19.

## Filmografia

### Cinema
| Any  | Títol                      | Paper  | Notes           |
| ---- | -------------------------- | ------ | --------------- |
| 2016 | Que Dios nos perdone       | Nena   | Sense acreditar |
| 2018 | Cuando los ángeles duermen | Silvia | Paper principal |
| 2018 | Tu hijo                    | Andrea | Paper principal |
| 2021 | Mamá o papá                |        |                 |

### Televisió
| Any        | Títol                                | Rol                   | Notes                              |
| ---------- | ------------------------------------ | --------------------- | ---------------------------------- |
| 2016       | Centro médico                        | Rosa Martín           | 1 episodi                          |
| 2016, 2018 | Vis a vis                            | Filla de Fernando     | 2 episodis                         |
| 2017       | Estoy vivo                           | Ruth                  | Repartiment recurrent, 8 episodis  |
| 2018-2020  | Élite                                | Carla Rosón Caleruega | Repartiment principal, 24 episodis |
| 2019       | La caza. Monteperdido                | Lucía Castán Grau     | Repartiment secundari, 6 episodis  |
| 2020       | Veneno                               | Machús Osinaga        | Repartiment principal, 2 episodis  |
| 2020       | Alguien tiene que morir              | Cayetana              | Repartiment principal, 3 episodis  |
| 2021       | Élite historias breves: Carla Samuel | Carla Rosón Caleruega | Repartiment principal, 3 episodis  |

### Vídeos musicals
| Any  | Títol           | Paper                 | Notes                  | Artista         |
| ---- | --------------- | --------------------- | ---------------------- | --------------- |
| 2018 | Final Feliz     | Carla Rosón Caleruega | Cameo, imatges d'arxiu |                 |
| 2019 | Oye Pablo       | Noia 4                | Sense acreditar        | Danna Paola     |
| 2019 | DOSIS           | Noia                  | Protagonista           | Dvicio          |
| 2020 | Fácil           | Noia                  | Participació especial  | Nya de la Rubia |
| 2020 | Contigo         | Ella mateixa          | Participació especial  | Danna Paola     |
| 2021 | Muñequita linda |                       |                        | Najwa Nimri     |

## Vida personal
A mitjan 2019 va començar una relació amb l'actor i model mexicà Alejandro Speitzer. Fins l'estiu de 2019 havia festejat amb el seu company a Élite Álvaro Rico.
Li agrada el ball i ha fet classes de ballet i de hip hop.
El 2020 va anar a viure dos mesos a Los Angeles per tal de perfeccionar el seu anglès.